# Колониална война
Колониалните войни са вид завоевателни войни, чиято цел е завладяването на отдалечени територии и превръщането им в колонии.
Характерно за колониалните войни е стремежът за установяване на пълен и траен контрол над новозавладените територии, като те обикновено се водят с ограничени ресурси. Най-често нападнатата страна е изостанала в социално отношение и липсата на заварена административна структура затруднява нейното управление. Отсъствието на централизирана държавна власт често е причина колониалните войни да завършват без формален мирен договор.